# Siegfried Fricke
Siegfried Fricke (n. 19 noiembrie 1954, Bralorne⁠(d), British Columbia, Canada) este un politician german, medaliat olimpic. A participat la o ediție a Jocurilor Olimpice (1976) în care a câștigat o medalie de bronz.

## Participări
Lista de mai jos prezintă principalele competiții la care a participat Siegfried Fricke de-a lungul carierei.
- rowing at the 1976 Summer Olympics – men's coxed four[*][3]